# 弗雷德里克·汉森
弗雷德里克·汉森（丹麥語：Frederik Hansen，1896年7月2日—1962年9月2日），丹麦男子竞技体操运动员。他曾代表丹麦获得1920年夏季奥运会体操比赛男子团体瑞典式银牌。他于1962年去世，享年66岁。